# بريندا إيبرسن
بريندا إيبرسن (بالإنجليزية: Brenda Epperson)‏ هي مغنية وممثلة أمريكية، ولدت في 9 سبتمبر 1965 في هوليوود في الولايات المتحدة.

## وصلات خارجية
- الموقع الرسمي
- بريندا إيبرسن على موقع IMDb (الإنجليزية)
- بريندا إيبرسن على موقع ميوزك برينز (الإنجليزية)
- بريندا إيبرسن على موقع ديسكوغز (الإنجليزية)
- بريندا إيبرسن على موقع قاعدة بيانات الفيلم (الإنجليزية)